# 沙樱桃
沙樱桃是蔷薇科李属落叶灌木，原产北美。

## 变种
沙樱桃有以下变种：
- 沙樱桃（原变种）：分布于五大湖地区
- 湖西沙樱桃 ：分布于五大湖地区以西
- 湖东沙樱桃 ：分布于五大湖地区以东，枝条平卧贴地

萨斯奎汉纳樱桃有时也作为沙樱桃的一个变种。